# Bienes raíces (serie de televisión)
Bienes raíces es una serie de televisión mexicana producida por Frame-Maker Productions para Once TV México, bajo la dirección de Moisés Ortiz Urquidi, producida por Marcel Ferrer y Walter Doehner, y con guion original a cargo de Ana Sofía Clerici. La serie aborda el universo femenino a través de dos mujeres en una inmobiliaria. Se estrenó el 21 de enero de 2010 a las 22:00 horas.

## Sinopsis
Dos amigas totalmente distintas una de la otra deciden abrir una oficina de bienes raíces donde rentan y venden todo tipo de espacios. Una de ellas es muy tradicional, con la familia perfecta, aparentemente, y la otra es una mujer recién divorciada sin hijos. Ambas se involucran profundamente con las historias de sus clientes y, sin saber cómo, ellas transforman sus propias vidas.

## Personajes
- Maricarmen Ríos de Leyer (Fabiana Perzabal): Tiene 35 años y está felizmente casada desde muy joven, con una vida casi rosa.
- Rebeca González (Gabriela de la Garza): Tiene 37 años y es una mujer liberal, atractiva, divorciada y un tanto egocéntrica, con un pasado doloroso, pero actualmente instalada en la frivolidad del sexo libre y el hedonismo del dinero.
- Víctor Leyer (Ari Brickman): Esposo de Maricarmen.
- Arturo (Juan Ángel Esparza): Exesposo de Rebeca.
- Pablo (Eduardo Victoria): Maestro de tesis de Maricarmen.
- Regina (Alejandra Zaid): Hija de Maricarmen y Víctor.
- Sebastián (Andrés Torres Romo): Hijo de Maricarmen y Víctor.
- Marcela (Iliana Fox): Novia de Arturo
- Mario (Mauricio Llera)
- Elena (Maite Malverde)
- Cata (Lourdes Sánchez)

### Actuaciones especiales
- Pablo Abitia como Joaquín.
- Thanya López como Linda Volpicini.
- Juan Martín Jauregui como Pepe Durán.
- Margarita Wyne como Esperanza Salvatierra.
- Emilio Guerrero como Enrique.
- Alexandra de la Mora como Julia Estrada.
- Adrián Makala como Roberto.
- Jorge Galván como Sr. Robles
- Bruno Mestries como Hijo del Sr. Robles
- Aurora Gil Castro como María Elena.
- Rubén Branco como Luciano.
- Claudine Sosa como Lucía.
- Luka Jean-Baptiste como Cristina.
- Alberto Guerra como Ramiro.
- Roy Majoe como Son-Li.
- Lily Ho como Traductora.
- Roberto Blanquet como Guarura.
- David Ponce como Guarura.
- Emilio Chau Chau como Traductor.
- Luis Cárdenas White como Joaquín.
- Isabel Aerenlud como Cristina.
- María Féliz Espinoza como Ely.
- Sonsoles Rodriguez como Erika.
- Miriam Calderón como Esposa de Joaquín.
- Antonio de la Vega como Samuel.
- Eduardo Gleason como Néstor.
- Elizabeth Guindi como Pamela.
- Lucero Trejo como Evangelina.
- Óscar Gómez como esposo de Evangelina.
- Paloma Woolrich
- Tere Lagunas
- Héctor Arredondo como Esteban Miramontes

## Episodios
- Anexo: Episodios de Bienes raíces (serie de televisión)

La primera temporada consta de 13 episodios de 50 minutos de duración.